# Андреева, Татьяна Вячеславовна
Татья́на Вячесла́вовна Андре́ева (13 января 1985, Ленинград) — российская гребчиха-байдарочница, выступала за сборную России в середине 2000-х годов. Серебряная и бронзовая призёрша чемпионатов Европы, многократная победительница национальных и молодёжных регат. На соревнованиях представляла город Санкт-Петербург, мастер спорта международного класса. Также известна как спортивная чиновница.

## Биография
Татьяна Андреева родилась 13 января 1985 года в Ленинграде. В детстве вместе с сестрой Ирой увлекалась плаванием, тем не менее, не добилась в этом виде спорта существенных результатов и в конечном счёте по совету тренера Вадима Маракулина сделала выбор в пользу гребли. Активно заниматься греблей на байдарке начала в возрасте тринадцати лет, проходила подготовку в колпинской специализированной детско-юношеской спортивной школе олимпийского резерва и в училище олимпийского резерва № 1, тренировалась под руководством Медведевых Леонида Петровича и Ольги Федоровны.
Начиная с 2000 года стала попадать в состав юниорской сборной России по гребле, в этот период неоднократно была чемпионкой молодёжных санкт-петербургских и всероссийских первенств. В частности, в 2003 году получила титул чемпионки России сразу в трёх дисциплинах: в двойках на дистанциях 500 и 1000 метров, в четвёрках на дистанции 500 метров.
На взрослом международном уровне впервые заявила о себе в сезоне 2004 года, когда попала в основной состав российской национальной сборной и благодаря череде удачных выступлений удостоилась права защищать честь страны на чемпионате Европы в польской Познани. В четырёхместных экипажах вместе с такими байдарочницами как Галина Порываева, Светлана Кудинова, Анастасия Сергеева и Татьяна Тищенко завоевала серебряную и бронзовую медали в гонках на двести и тысячу метров соответственно.
Оставалась членом сборной вплоть до 2008 года, принимала участие в зачёте чемпионатов мира в венгерском Сегеде и немецком Дуйсбурге, чемпионата Европы в испанской Понтеведре и прочих престижных регат, однако попасть в число призёров больше ни разу не смогла. Впоследствии в течение нескольких лет выступала в гонках на лодках класса «дракон». В этой дисциплине выиграла серебряную медаль первенства мира, четырежды побеждала на Всемирных играх.
Имеет высшее образование, в 2009 году окончила Уральский государственный университет физической культуры. После завершения карьеры профессиональной спортсменки нашла себя в области спортивного менеджмента, в 2011 году заняла должность директора колпинской СДЮСШОР по гребле, также является вице-президентом Федерации гребли на байдарках и каноэ Санкт-Петербурга. За выдающиеся спортивные достижения удостоена почётного звания «Мастер спорта России международного класса». Награждена почетной грамотой Комитета по физической культуре и спорту Санкт-Петербурга «за подготовку и проведение Президентской регаты».